# Жеравиця
Же́равиця (болг. Жеравица) — село в Ловецькій області Болгарії. Входить до складу общини Троян.

## Населення
За даними перепису населення 2011 року у селі проживали 8 осіб, з них 5 осіб (71,4%) — болгари.
Розподіл населення за віком у 2011 році:
Динаміка населення: